# 1580
1580 (MDLXXX) var ett skottår som började en fredag i den julianska kalendern.

## Händelser

### Juli
- 18 juli – Filip II av Spanien blir kung av Portugal då Portugal och Spanien ingår personalunion.[1]

### Augusti
- Augusti – Possevino och Laurentius Norvegus lämnar Stockholm. De besöker Vadstena kloster och uppmanar nunnorna att hålla sig undan lutherdomen.

### November
- 4 november – Svenskarna erövrar fästningen Kexholm från ryssarna.

### Okänt datum
- Pontus De la Gardie blir svensk befälhavare i kriget mot Ryssland.
- Johan III:s förhandlingar med påven strandar.
- Nederländaren Willem de Wijk får fullmakt av kronan att befalla över de svenska gruvorna.
- Den så kallade spanska pesten skördar offer i Sverige, främst i Uppland. En följd blir att Uppsala universitet stängs.
- Michel de Montaigne utkommer med sina Essayer.
- Jesuitmissionärer anländer till hovet hos Akbar den store, härskare av Mogulriket.[2]
- Concerto delle donne bildas i Ferrara.

## Födda
- 30 maj eller 9 juni – Daniel Heinsius, nederländsk filolog och skald.
- 25 juni – Petrus Claver, spansk jesuit och missionär, helgon.
- 29 juli – Francesco Mochi, italiensk skulptör under manierismen och barocken.
- 14 september – Francisco de Quevedo, spansk diktare.
- Adriana Basile, italiensk kompositör

## Avlidna
- 31 maj – Dorotea av Oldenburg, dotter till Kristian II.
- 19 augusti – Andrea Palladio, italiensk arkitekt.
- Inés de Suárez, spansk conquistador.
- Anne de Pisseleu d'Heilly, fransk mätress, hertiginna och kulturmecenat.

### Fotnoter
1. ↑  World Statesmen (läst 6 april 2011)
2. ↑  Roberts,  J: "History of the World.". Penguin, 1994.